# Waterbury (Connecticut)
Waterbury é uma cidade no Condado de New Haven, Connecticut, Estados Unidos, conhecida como Cidade do Bronze, situada a cerca de 120 km de Nova Iorque.
Segundo o censo nacional de 2010, sua população é de 110 366 habitantes e sua densidade populacional é de 1 494,13 hab/km². É a quinta maior cidade do Connecticut e a segunda do condado. A cidade possui 47 991 residências, que resulta em uma densidade de 649,70 residências/km².
Durante a primeira metade do século XX, Waterbury possuía grandes indústrias e era o principal centro de manufatura de artigos de bronze dos Estados Unidos, o que lhe deu o apelido pela qual é conhecida. Também era conhecida pela fabricação de relógios de pulso e de parede.
A cidade também é sede da Universidade Post e do campus da Universidade de Connecticut.
A cidade está ainda geminada com a cidade da Guarda, em  Portugal.